# Anna Wessman (friidrottare)
Denna artikel handlar om spjutkastaren Anna Wessman. För konstnären, se Anna Wessman (konstnär)
Anna Wessman, född 9 oktober 1989 i Växjö, är en svensk spjutkastare som tävlar för IFK Växjö. Wessman har bland annat deltagit i Finnkampen. 2011 blev hon första svenska att vinna grensegern i damernas spjut efter 27 raka finska segrar. Hon vann SM-guld i grenen år 2011.

## Karriär
Anna Wessman deltog vid junior-EM i Hengelo i Nederländerna år 2007. Hon tog sig vidare i kvalet med 52,68 och i finalen kom hon på 6:e plats.
Wessman studerade åren 2008 till 2010 på University of Texas i El Paso i USA.
Vid U23-EM 2009 i Kaunas, Litauen tog hon bronsmedalj med säsongsbästa 55,91.
Anna Wessman deltog 2011 vid U23-EM i Ostrava, Tjeckien och kom där på en femte plats med 55,50.
Vid tävlingen World Indoor Throwing som hölls 2012 i Växjö Tipshall presterade Anna Wessman den 10 mars de två längsta svenska spjutkasten dittills, utomhus inräknat. Hennes 57,72 i tredje och 57,75 i fjärde kastet var båda längre än Annika Peterssons officiella svenska utomhusrekord på 57,31, men räknades dock inte som rekord då det var inomhus.
Vid Europamästerskapen i Amsterdam i juli år 2016 slogs Wessman ut i kvalet efter ett kast på 54,02. I september 2016 kastade Anna Wessman för första gången över 60 meter i spjut då hon vid Finnkampen satte personligt rekord med 61,42 m.

## Utmärkelser
Anna Wessman belönades år 2017 med Stora grabbars och tjejers märke nummer 553.

## Personliga rekord
| Utomhus - 800 meter – 2:58,37 (Halmstad, Sverige 6 juli 2013) - Slägga – 36,38 (Göteborg, Sverige 29 maj 2011) - Spjut – 61,42 (Tammerfors, Finland 3 september 2016) | Inomhus - Kula – 11,83 (Malmö, Sverige 28 januari 2007) - Spjut – 58,48 (Växjö, Sverige 4 mars 2017) |

### Fotnoter
1. 1 2  ”European Athletics U23 Championships - Kaunas 2009” (på engelska). european-athletics.org. http://www.european-athletics.org/competitions/european-athletics-u23-championships/history/year=2009/results/index.html#. Läst 20 oktober 2017.
2. ↑  ”Stora SM 2007”. trackandfield.se. Arkiverad från originalet den 4 maj 2013. https://archive.is/20130504152109/http://www.proteamonline.se/storage/customers/978/editor/resultat%20sm%20i%20friidrott%202007.html. Läst 19 april 2013.
3. ↑  ”Stora SM 2008, dag 2”. trackandfield.se. http://www.trackandfield.se/Resultat/2008/080802.htm. Läst 20 maj 2013.
4. ↑  ”Stora SM 2009”. Arkiverad från originalet den 13 december 2009. https://archive.is/20091213202749/http://88.131.109.176/folksam/sm09/resultat.php. Läst 23 april 2013.
5. ↑  ”Stora SM 2010, dag 3”. trackandfield.se. Arkiverad från originalet den 29 september 2013. https://web.archive.org/web/20130928222318/http://www.trackandfield.se/resultat/2010/100821.htm. Läst 2 september 2013.
6. ↑  ”Stora SM 2011, dag 4” (htm). trackandfield.se. http://www.trackandfield.se/resultat/2011/110814.htm. Läst 17 april 2013.
7. ↑  ”Stora SM 2015, dag 1”. trackandfield.se. http://www.trackandfield.se/resultat/2015/150807.htm. Läst 31 oktober 2015.
8. ↑  ”Stora SM 2016”. Arkiverad från originalet den 23 augusti 2017. https://web.archive.org/web/20170823210252/http://212.247.216.72/friidrott/sm16/Resultat.php. Läst 1 november 2016.
9. ↑  ”Friidrotts-SM 2019 Karlstad”. Arkiverad från originalet den 2 september 2019. https://web.archive.org/web/20190902083413/http://212.247.216.72/friidrott/sm19/result_t.php. Läst 17 september 2019.
10. 1 2 3 4 5  ”Personsida hos IAAF” (på engelska). iaaf.org. https://www.iaaf.org/athletes/sweden/anna-wessman-210909. Läst 11 oktober 2019.
11. 1 2  Johansson, Per (9 oktober 2009). ”Nu vill Wessman sänka finskorna”. Smålandsposten. Arkiverad från originalet den 29 augusti 2009. https://web.archive.org/web/20090829225811/http://www.smp.se/sport/nu-vill-wessman-sanka-finskorna%281492540%29.gm.
12. ↑  ”Anna och Ulrika tror på vinst i Finnkampen”. sverigesradio.se. 28 augusti 2008. http://sverigesradio.se/sida/artikel.aspx?programid=106&artikel=2278584. Läst 27 juli 2010.
13. ↑  ”JEM19: Anna sexa och Lena sjua”. friidrott.se. 21 juli 2007. Arkiverad från originalet den 17 november 2017. https://web.archive.org/web/20171117064830/http://www.friidrott.se/nyheter.aspx?id=7246. Läst 18 november 2017.
14. ↑  ”European Athletics U20 Championships - Hengelo 2007” (på engelska). european-athletics.org. http://www.european-athletics.org/competitions/european-athletics-u20-championships/history/year=2007/results/index.html#. Läst 15 november 2017.
15. ↑  ”Svenska friidrottare i USA LÄSÅRET 2008/2009”. friidrott.se. 21 mars 2009. Arkiverad från originalet den 20 oktober 2017. https://web.archive.org/web/20171020191345/http://www.friidrott.se/ovrigt/sweusa/sweusa09.aspx. Läst 20 oktober 2017.
16. ↑  ”Svenska friidrottare i USA LÄSÅRET 2009/2010”. friidrott.se. 19 mars 2010. Arkiverad från originalet den 20 oktober 2017. https://web.archive.org/web/20171020191302/http://www.friidrott.se/ovrigt/sweusa/sweusa10.aspx. Läst 20 oktober 2017.
17. ↑  ”European Athletics U23 Championships - Ostrava 2011” (på engelska). european-athletics.org. http://www.european-athletics.org/competitions/european-athletics-u23-championships/history/year=2011/results/index.html. Läst 19 oktober 2017.
18. ↑  ”WIT: Längsta någonsin”. friidrott.se. 10 mars 2012. Arkiverad från originalet den 21 oktober 2017. https://web.archive.org/web/20171021003448/http://www.friidrott.se/nyheter.aspx?id=13595. Läst 20 oktober 2017.
19. ↑  ”European Athletics Championships - Amsterdam 2016” (på engelska). european-athletics.org. http://www.european-athletics.org/competitions/european-athletics-championships/history/year=2016/results/. Läst 29 december 2016.
20. ↑  Fridell, Magnus (3 september 2016). ”Jättepers av Anna Wessman - halvmeter från svenska rekordet”. friidrott.se. Arkiverad från originalet den 20 oktober 2017. https://web.archive.org/web/20171020191549/http://www.friidrott.se/nyheter.aspx?id=20068. Läst 20 oktober 2017.
21. ↑  ”Stora grabbars märke”. friidrott.se. Arkiverad från originalet den 31 mars 2016. https://web.archive.org/web/20160331202525/http://www.friidrott.se/historik/storagrabbar.aspx. Läst 16 februari 2019.
22. 1 2  ”Personsida på European Athletics' webbplats” (på engelska). european-athletics.org. http://www.european-athletics.org/athletes/group=w/athlete=131210-wessman-anna/index.html. Läst 11 oktober 2019.